# Capitano (hockey su ghiaccio)

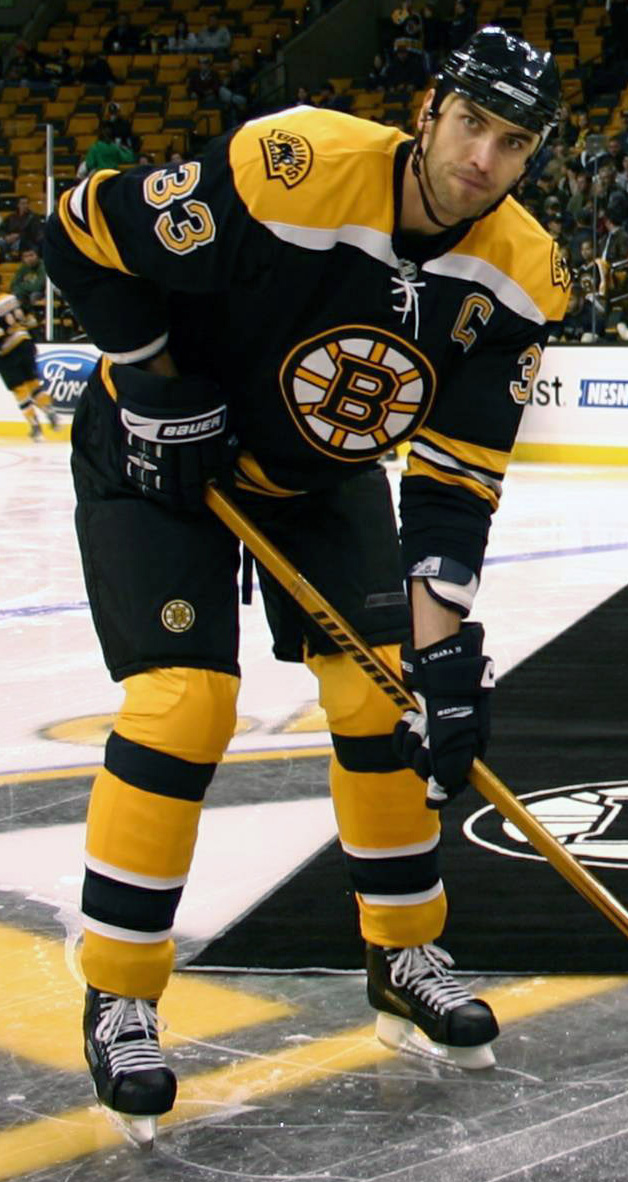
Zdeno Chára mentre indossa la "C" di capitano dei Boston Bruins.

Nell'hockey su ghiaccio il capitano è quel giocatore scelto dalla propria squadra come unica persona autorizzata a parlare con gli arbitri circa l'interpretazione delle regole sul campo da gioco. È pratica comune designare un capitano e un numero variabile di capitani alternativi, solitamente due, per sostituire il capitano quando egli si trova in panchina. Il capitano è riconoscibile per una "C" stampata sulla sua maglia, mentre i capitano alternativi vengono riconosciuti con la lettera "A".
Ufficialmente il capitano non ha altre responsabilità o autorità, tuttavia a seconda della lega o della squadra di appartenenza può svolgere altri compiti, come prendere parte a cerimonie prima delle partite o ad eventi promozionali. Così come accade nelle altre discipline per cui è previsto il ruolo di capitano, quest'ultimo è solitamente rispettato dai compagni e accettato come leader.

## Responsabilità

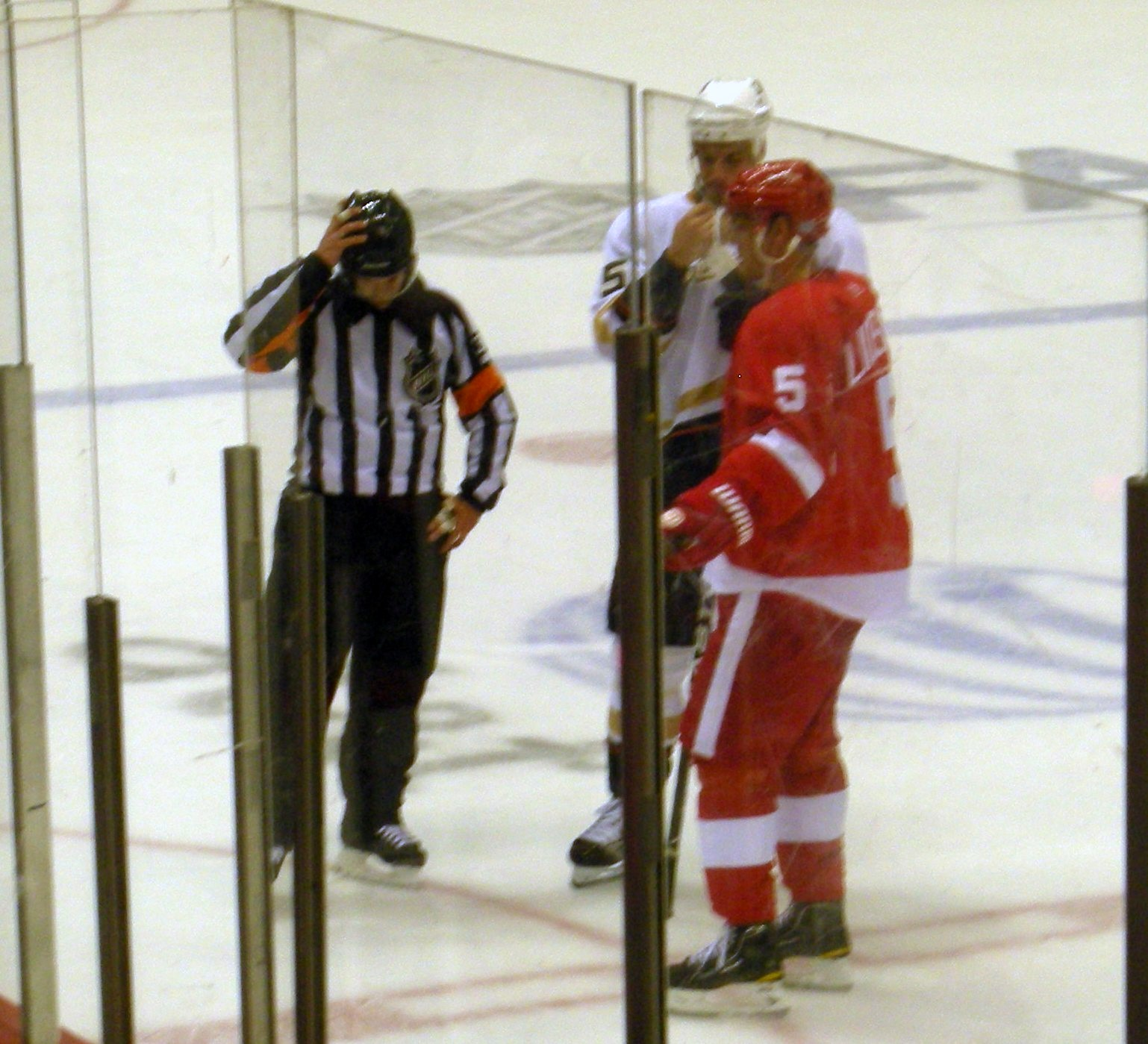
I capitani Nicklas Lidström e Ryan Getzlaf a colloquio con un arbitro.

Secondo le norme dell'International Ice Hockey Federation (IIHF) e della National Hockey League (NHL) l'unico giocatore a cui sia permesso discutere con l'arbitro sull'interpretazione e l'applicazione delle regole è il capitano, o, qualora in quel momento non sia presente sul ghiaccio, tale compito spetta al capitano alternativo.
Sebbene i regolamenti non specifichino altre distinzioni fra il capitano e i suoi compagni di squadra, il capitano è gravato da numerose responsabilità, in particolare nelle leghe professionistiche nordamericane. Il capitano è il leader dello spogliatoio ed è il tramite fra il gruppo e lo staff dirigenziale. Spesso il capitano è considerato il principale rappresentante della squadre con i media, e talvolta è il responsabile dell'organizzazione degli eventi pubblici a cui prende parte la squadra, come cerimonie e premiazioni.

## Scelta
Le norme di IIHF, NHL e Hockey Canada non permettono a un portiere di essere scelto come capitano, questo a causa dei problemi logistici nello spostarsi sul ghiaccio con il suo equipaggiamento e per la relativa distanza della porta dalle panchine per poter discutere con arbitri e allenatori. La NHL vieta inoltre agli allenatori-giocatori di ricoprire l'incarico di capitano o capitano alternativo. Nella NCAA invece non esiste alcuna restrizione in base al ruolo ricoperto dal giocatore.
Nella NHL è possibile modificare il capitano di gara in gara: nel 1985, quando il capitano dei Boston Bruins Terry O'Reilly si ritirò, Ray Bourque e Rick Middleton furono nominati co-capitani. Nella prima parte di stagione Middleton indossò la "C" negli incontri casalinghi e Bourque in quelle in trasferta, mentre nella seconda parte i due invertirono i ruoli. La pratica andò avanti fino al ritiro di Middleton nel 1988, quando Bourque fu scelto come il solo capitano. Alcune squadre scelgono due (come i Buffalo Sabres nelle stagioni 2005-06 e 2006-07) o tre capitano (come i Vancouver Canucks nella stagione 1990-91) a stagione. Altre formazioni possono invece ruotare un numero maggiore di capitani in un arco maggiore di tempo, come successo ai Minnesota Wild dalla loro nascita nel 2000 fino al 2010, i quali cambiarono capitano ogni uno o due mesi fino alla scelta di Mikko Koivu come primo capitano fisso nella storia della franchigia. Nel corso di ogni partita solo un giocatore può risultare come capitano della squadra.
I capitani possono essere scelti tramite votazione dei giocatori oppure per una decisione presa dalla dirigenza. Fattori considerati per la scelta del capitano sono gli anni di esperienza o quelli di permanenza nella stessa squadra. Esistono tuttavia casi di giocatori giovani ed emergenti nominati come capitani.

## Capitani alternativi

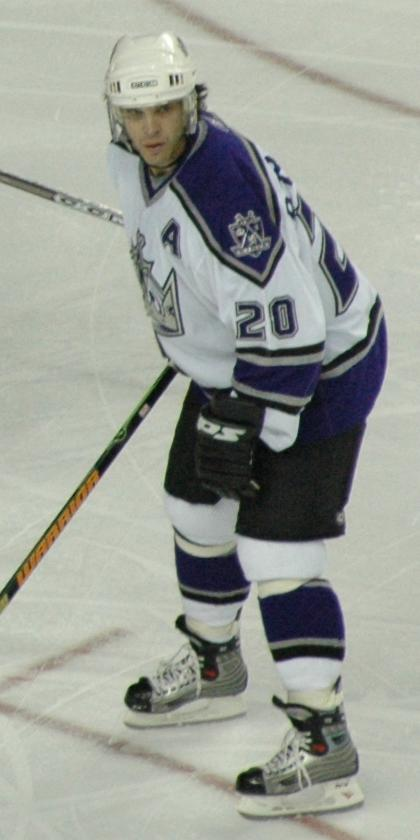
Luc Robitaille nel 2005: la "A" è normalmente posta a sinistra.

Le squadre possono designare dei capitani alternativi, noti anche come assistenti capitani. I capitani alternativi sulle loro maglie indossano una "A" allo stesso modo in cui il capitano porta la lettera "C".
Nella NHL le squadre possono scegliere un capitano e fino a due capitani alternativi, oppure tre capitani alternativi e nessun capitano. Una squadra sceglie tre capitani alternativi qualora non vi sia la volontà di nominarne uno fisso oppure perché quest'ultimo è infortunato. A livello internazionale e nelle leghe dilettantistiche statunitensi ciò non è permesso. Nella Ontario Hockey League, nella Quebec Major Junior Hockey League, nella Western Hockey League e nelle altre leghe minori sotto la giurisdizione di Hockey Canada le squadre possono avere un capitano e un massimo di tre capitani alternativi. Tuttavia in assenza di un capitano non è permesso sceglierne quattro alternativi. Durante le partite in assenza del capitano quelli alternativi esercitano a pieno titolo il diritto di poter discutere con gli arbitri.
Le squadre NHL possono scegliere i capitani alternativi di gara in gara oppure possono nominarne di stabili per la durata della stagione. Nella stagione 1969-70 i Boston Bruins giocarono con tre capitani alternativi (Johnny Bucyk, Phil Esposito ed Ed Westfall) senza che nessuno indossasse la lettera "C". Tuttavia essendo Bucyk il più anziano dei tre fu lui a sollevare per primo la Stanley Cup nei due successi del 1970 e del 1972.
Nella NCAA una squadra può scegliere un solo capitano alternativo in caso di assenza per infortunio o per una penalità.

## Maglie di gioco
Le lettere scelte per rappresentare sulle maglie di gioco i capitani e i capitani alternativi sono la "C" e la "A". Solitamente le lettere sono poste sul lato sinistro della maglia, ma nonostante ciò i regolamenti di IIHF, NHL ed NCAA specificano soltanto che le lettere devono occupare uno spazio cospicuo sul lato anteriore della divisa da gioco. Sono due le franchigie in NHL a riportare sul lato destro le lettere "C" e "A" a causa del poco spazio nella zona sinistra della maglia: i Detroit Red Wings e i Phoenix Coyotes (terza maglia).

## Capitani della NHL

### Record
Steve Yzerman ha ricoperto il ruolo di capitano dei Detroit Red Wings per venti anni (dalla stagione 1986-87 a quella 2005-06), per un totale di 1303 partite, l'arco di tempo più lungo nella storia della lega sia per anni che per incontri disputati. Daniel Alfredsson è il capitano europeo con il maggior numero di stagioni all'attivo da capitano, 14, a partire dalla stagione 1999-2000. Il record precedente era detenuto dal giocatore dei Boston Bruins Ray Bourque, capitano unico dal 1985-86 al 1999-2000, dopo tre stagioni da co-capitano. Brian Bellows è stato il più giovane capitano nella storia della NHL, scelto come capitano ad-interim dei Minnesota North Stars dal gennaio 1984 fino al mese di maggio. Il più giovane capitano effettivo della NHL è lo svedese Gabriel Landeskog dei Colorado Avalanche, scelto il 4 settembre 2012 all'età di 19 anni e 268 giorni.
| Nome               | Squadra               | Giorno nascita    | Data annuncio     | Età all' annuncio    | Prima gara da capitano | Età alla prima gara  | Ruolo      |
| ------------------ | --------------------- | ----------------- | ----------------- | -------------------- | ---------------------- | -------------------- | ---------- |
| Brian Bellows      | Minnesota North Stars | 1º settembre 1964 | 10 gennaio 1984†  | 19 anni e 131 giorni |                        |                      | Ad interim |
| Gabriel Landeskog  | Colorado Avalanche    | 23 novembre 1992  | 4 settembre 2012  | 19 anni e 286 giorni | 19 gennaio 2013        | 20 anni e 57 giorni  | Permanente |
| Sidney Crosby      | Pittsburgh Penguins   | 7 agosto 1987     | 31 maggio 2007    | 19 anni e 297 giorni | 5 ottobre 2007         | 20 anni e 59 giorni  | Permanente |
| Vincent Lecavalier | Tampa Bay Lightning   | 21 aprile 1980    | 1º marzo 2000     | 19 anni e 315 giorni | 1º marzo 2000          | 19 anni e 315 giorni | Permanente |
| Jonathan Toews     | Chicago Blackhawks    | 29 aprile 1988    | 18 luglio 2008    | 20 anni e 80 giorni  | 10 ottobre 2008        | 20 anni e 164 giorni | Permanente |
| Steve Yzerman      | Detroit Red Wings     | 9 maggio 1965     | 7 ottobre 1986    | 21 anni e 151 giorni | 9 ottobre 1986         | 21 anni e 153 giorni | Permanente |
| Jim Schoenfeld     | Buffalo Sabres        | 4 settembre 1952  | 1º settembre 1974 | 21 anni e 362 giorni | 14 ottobre 1974        | 22 anni e 40 giorni  | Permanente |

† Non è stata determinata la data esatta dell'investitura di Brian Bellows a ruolo di capitano. Il precedente capitano, Craig Hartsburg, si infortunò il 3 gennaio 1984 mentre Bellows nel corso del mese divenne capitano ad interim.

### Finali di Stanley Cup

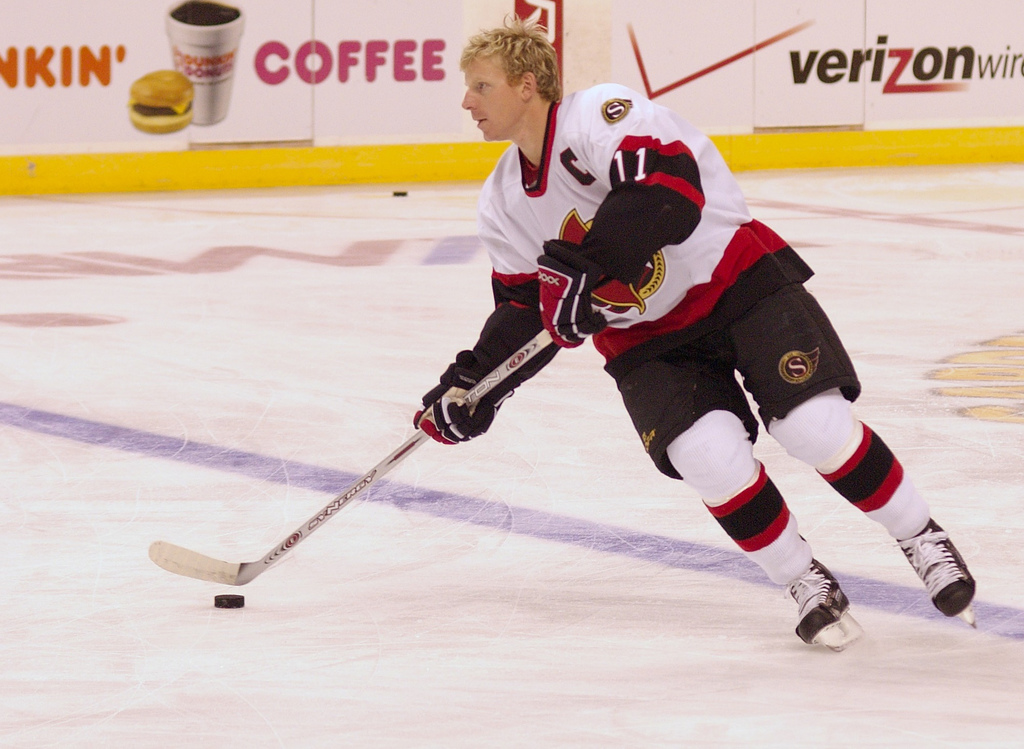
Daniel Alfredsson, il giocatore europeo con più stagioni da capitano in NHL.

Charlie Gardiner fu il primo capitano NHL nato in Europa a guidare la sua squadra alla conquista della Stanley Cup nel 1934, mentre Lars-Erik Sjöberg fu il primo nato e cresciuto in Europa a diventare capitano di una franchigia NHL. Derian Hatcher fu il primo statunitense capitano di una squadra vincitrice della Stanley Cup (1999). Daniel Alfredsson fu il primo capitano nato e cresciuto in Europa a guidare la sua squadra a una finale, nel 2004, mentre Nicklas Lidström fu il primo che riuscì anche a vincerla nel 2008, seguito a breve distanza da Zdeno Chára nel 2011. Mark Messier fu il primo giocatore nella storia della lega capace di conquistare la Stanley Cup come capitano di due diverse formazioni: gli Edmonton Oilers nel 1990 e i New York Rangers nel 1994. Sidney Crosby fu il più giovane capitano di una squadra vincitrice della Stanley Cup nel 2009.

### Minoranze etniche
Dirk Graham, giocatore canadese di discendenze africane, nel marzo del 1989 diventò capitano dei Chicago Blackhawks. A tutti gli effetti il primo capitano afroamericano riconosciuto dalla lega fu Jarome Iginla, scelto come capitano dei Calgary Flames nel 2003.

### Portieri capitani
Nella storia della NHL sei portieri hanno svolto il ruolo di capitano:
- John Ross Roach (Toronto St. Patricks): 1924-25
- George Hainsworth (Montréal Canadiens): 1932-33
- Roy Worters (New York Americans): 1932-33
- Alex Connell (Ottawa Senators): 1932-33
- Charlie Gardiner (Chicago Black Hawks): 1933-34
- Bill Durnan (Montréal Canadiens): seconda metà stagione 1947-48

Prima della stagione 1948-49 la NHL introdusse una nuova norma che vietò ai portieri di svolgere il ruolo di capitano. Essa fu introdotta su volontà delle avversarie dei Montréal Canadiens, le quali si lamentavano delle continue lamentele verso gli arbitri di Bull Durnan nei momenti cruciali delle partite, causando così l'interruzione per il time out. Questa regola assunse la denominazione di "Durnan Rule".
Sebbene i Vancouver Canucks nominarono dal 2008 al 2010 come capitano il portiere Roberto Luongo, tuttavia - a causa della norma vigente - fu sostituito da Willie Mitchell come capitano sul ghiaccio con la possibilità di discutere con gli arbitri, mentre Henrik Sedin e Mattias Öhlund si occuparono degli aspetti cerimoniali come gli ingaggi pre-partita.